# Casandra Montero
Casandra Montero Rodríguez (* 31. Mai 1994 in La Antigua, Veracruz), in der Regel als Casandra Montero bezeichnet, ist eine mexikanische Fußballspielerin, die zu Beginn ihrer Laufbahn als Stürmerin tätig war und aktuell im (offensiven) Mittelfeld spielt.

## Leben
Nachdem ihre Mutter in die Vereinigten Staaten ausgewandert war, wuchs Casandra Montero bei Onkel und Tante im Ejido 27 de septiembre, einem ländlichen Ort in der Gemeinde Sayula de Alemán im Bundesstaat Veracruz auf. Später war sie im Amateurbereich als Fußballspielerin mehrerer Frauenmannschaften in den ebenfalls in Veracruz gelegenen Orten Acayucan und Orizaba aktiv. In dem Ort, der sich selbst gerne als „die Wiege des mexikanischen Fußballsports“ bezeichnet, spielte Montero für eine Mannschaft namens „Real Tamuin“. Diese führte sie in der Saison 2016/17 nicht nur als Kapitänin an, sondern war mit 41 Treffern zudem die Torschützenkönigin des Frauenfußballturniers von Orizaba. Zuvor war sie auch als Rugbyspielerin für einen Verein namens „Tepetlan“ aus der ebenfalls in Veracruz gelegenen Stadt Córdoba aktiv und außerdem Fußballnationalspielerin, die sie auch 2022 noch war.
Ihren ersten Profivertrag erhielt sie beim CD Veracruz, für den sie in der Apertura 2019 der Liga MX Femenil spielte. Als der Verein aufgrund von „administrativen Problemen“ mit Lizenzentzug und Zwangsauflösung bestraft worden war, wechselte Montero zu den Monarcas de Morelia, bei denen sie aufgrund einer langwierigen Verletzung und der baldigen COVID-19-Pandemie zu keinem einzigen Einsatz kam. Nach dem bald erfolgten Lizenzverkauf der Monarcas gingen die meisten Vertragsspieler auf den Mazatlán FC über, für den auch Montero in der Saison 2020/21 tätig war. Vor der Saison 2021/22 wurde sie von Chivas Femenil erworben, mit denen sie in der Clausura 2022 die mexikanische Frauenfußballmeisterschaft und anschließend auch den Campeón de Campeones der Saison 2021/22 gewann. Im entscheidenden Elfmeterschießen gegen die Rayadas de Monterrey konnte sie den von ihr getretenen Elfmeter verwandeln.

## Erfolge

### Verein
- Mexikanische Frauenfußballmeisterin: Clausura 2022
- Campeón de Campeones: 2021/22